# Radiant Silvergun
Vous lisez un « article de qualité » labellisé en 2009.
Radiant Silvergun (レイディアント シルバーガン, Reidianto Shirubāgan) est un jeu vidéo développé par la société japonaise Treasure, édité uniquement au Japon sur borne d'arcade par Sega et sur la console Saturn par ESP en 1998. En 2011, Microsoft Games Studios réédite le jeu sur le support Xbox Live Arcade de la Xbox 360. Il s'agit d'un shoot 'em up à défilement vertical. Son concepteur est Hiroshi Iuchi, un ancien collaborateur de la société Konami. Les musiques sont composées par Hitoshi Sakimoto.
La presse vidéoludique et le public saluent l'inventivité de son système de jeu et louent la qualité de sa réalisation visuelle et sonore. Radiant Silvergun est souvent considéré comme l'un des grands titres du genre. Le jeu est connu pour proposer une très grande marge d'apprentissage et une difficulté extrême. Son système de points complexe et innovant, basé sur un système de chains, rend le scoring particulièrement attractif pour les amateurs de shoot them up. L'histoire du jeu est la lutte d'un équipage de vaisseau face à un octaèdre, étrange objet hostile et belliqueux, menaçant l'humanité tout entière. Sur la console de Sega, le récit est introduit et conclu par une courte séquence d'anime réalisée par le studio d'animation japonais Gonzo.
Ce jeu, limité par une distribution réservée à l'archipel nippon, acquiert une grande popularité au sein d'un public initié et devient l'un des titres les plus convoités sur Saturn. Il conforte aussi la très bonne réputation du studio de développement indépendant Treasure, célèbre pour leurs jeux originaux au level design inspiré. Radiant Silvergun ne connait pas de suite, même si Ikaruga, un nouveau shoot them up créé par la société en 2000, est souvent perçu comme son successeur spirituel.

## Histoire
Le 14 juillet 2520, le vaisseau Tetra est en orbite autour de la Terre. Son équipage est composé de Tengai, le capitaine du croiseur, Baster, Reana, Guy et le Créateur, un petit humanoïde. Un appel venant de la Terre d'Igorashi, secrétaire à la Défense et père de Guy, les informe au sujet d'un objet étrange trouvé dans une zone de fouille préhistorique. Celui-ci a la forme d'un polyèdre à huit faces. Près de ce dernier a été découvert un humanoïde de type Créateur, comportant le même numéro de série que celui du membre de l'équipage. Igorashi annonce que les données du Créateur déterré sont en cours d'analyses. C'est également aujourd'hui qu'ont lieux les derniers tests du nouveau vaisseau de combat : le Silvergun.
En fin de journée, les scientifiques qui analysent l'épave du robot et l'étrange objet ne trouvent pas les renseignements escomptés. Tout d'un coup, l'objet émet une forte lumière et éblouit tous les chercheurs. Une explosion retentit. Igorashi qui se trouve dans le quartier général militaire entend l'alarme retentir. Les radars signalent un, puis une multitude d'objets non identifiés. L'état d'urgence le plus élevé est déclenché. À bord du Tetra, l'équipage s'inquiète et remarque que la Terre se recouvre progressivement d'une lumière blanche. Lorsque celle-ci enveloppe entièrement la planète, la Terre disparait définitivement.
Un an après la destruction de la Terre, le croiseur Tetra est à court de carburant. Baster, Reana et Guy n'ont d'autres choix que de se rendre dans la zone de débris terrestre. Ils amorcent une descente, chacun à bord du nouveau prototype de vaisseau : le Silvergun. C'est une zone dangereuse où ils affrontent plusieurs ennemis. Ils combattent et vainquent un boss coriace puis ils voient apparaître devant eux l'étrange objet découvert l'année dernière. À la suite de cet événement, l'histoire reprend un an plus tôt, juste avant la destruction de la Terre. Baster, Reana et Guy tentent de sauver le quartier général militaire, mais Igorashi leur ordonne de battre en retraite vers Tetra. Il laisse entre leurs mains le destin de l'univers. À ce moment-là, nous retournons à l'instant de la rencontre des trois pilotes avec l'objet. Ce dernier essaye de communiquer avec eux, mais parle dans un langage incompréhensible. L'humanoïde à bord de Tetra leur traduit le message. Ils doivent se rendre au Siège s'ils veulent en apprendre plus. Ils se frayent un chemin face aux différents ennemis, et rencontrent des adversaires qui leur sont familiers. Ils se rendent compte au cours de leur périple que l'étrange objet émet beaucoup plus d'énergie. Ils vont de nouveau faire face à ce dernier qui fait apparaître un canon laser pour détruire le Tetra. Guy tente d'intervenir mais il y perd la vie. Le Tetra se fait détruire et emporte avec lui le capitaine Tengai. Baster et Reana, seuls survivants, sont attristés et découragés. Un combat s'engage entre les deux pilotes restant et l'objet. Ce dernier leur explique que la nature de l'homme est la destruction, c'est pourquoi il a choisi de provoquer l'apocalypse. Baster et Reana réussissent à vaincre l'octaèdre, qui les téléporte alors 100 000 ans avant Jésus-Christ. Un autre duel s'amorce dans ce nouveau lieu. Au bout d'un certain temps, l'objet libère son pouvoir et provoque une gigantesque explosion de laquelle Baster et Reana tentent de s'échapper, en vain.
Vingt ans après ces événements, l'humanoïde Créateur est le seul survivant. Il s'est isolé dans une installation souterraine terrestre pour échapper à la déflagration. Il travaille depuis plusieurs années sur le clonage de Buster et de Reana, grâce à des brins de cheveux qu'il a récupéré avant qu'ils ne disparaissent. L'objet étrange a épuisé tout son pouvoir lors de la bataille face aux Silverguns, il est maintenant inactif. Le Créateur explique que l'octaèdre est le gardien de la Terre, et qu'il a la charge de veiller sur ses habitants et sur leur mode de vie. S'il juge que la vie s'est trop dégradée, il détruit la planète puis la recrée de nouveau. Le Créateur a pour objectif de veiller à ce que l'humanité survive, par l'intermédiaire de clones. Le Créateur cesse de fonctionner et les copies de Buster et de Reana se réveillent.

## Système de jeu

### Généralités
Radiant Silvergun est un shoot 'em up à défilement vertical aux mécaniques de jeu novatrices. Le joueur contrôle un vaisseau spatial, représenté en vue de dessus, et se retrouve confronté à de nombreux ennemis et boss qui apparaissent de façon prédéterminée. Les environnements et les adversaires sont conçus en 2D, les effets graphiques et les boss sont quant à eux réalisés en 3D.

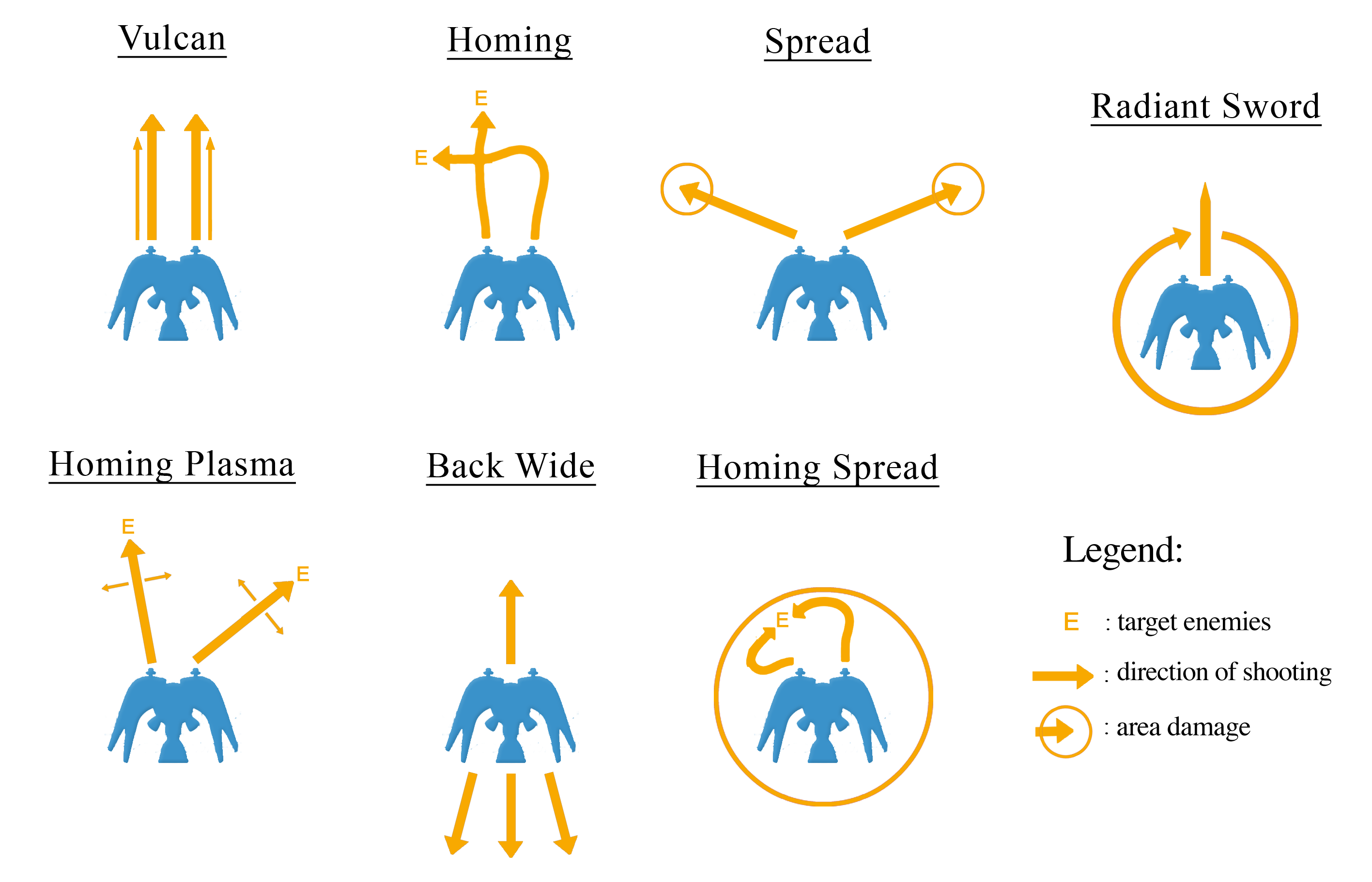
Illustration des zones d'effets des différentes armes du jeu.

Le titre propose sept armes différentes, utilisables dès le départ. Aucune armes supplémentaires ou power-up à collecter ne sont disponibles au cours de l'aventure. Parmi ces armes, il y en a trois standards : le Vulcan, un tir frontal basique, le Homing, un lance-missiles, l'arme la plus faible du jeu, et le Spread, un tir latéral. Il existe trois autres armements résultant de la combinaison de deux armes standards : le Homing Plasma, scannant l'écran avec deux rayons verticaux et tirant dès qu'une cible est localisée, le Back Wide, permettant de tirer à la fois derrière et devant soi, et le Homing Spread, définissant une zone circulaire autour du vaisseau et bombardant les ennemis de missiles dès qu'ils entrent dans le périmètre. La dernière arme, la Radiant Sword, est la plus puissante du jeu ; elle représente une épée pouvant tourner autour du vaisseau et détruire tout ce qui passe à sa portée. Cette arme a l'avantage d'absorber certains types de tirs ennemis, ce qui permet de remplir une jauge de pouvoir. Quand cette jauge est pleine, le joueur peut déclencher une attaque dévastatrice, nommée Hyper Sword, qui protège le vaisseau pendant quelques secondes. Cette pluralité dans le choix des armes introduit une notion de flexibilité et de stratégie. L'utilisation de telles ou telles armes à des moments importants de la progression constitue la clé du succès. Le jeu innove en proposant au joueur un système d'amélioration de l'armement se rapprochant des jeux vidéo de rôle. Le titre prend en compte le niveau d'expérience des trois armes standards. Il faut accumuler des points, en abattant des ennemis, afin de franchir des niveaux et augmenter leur puissance. Les points gagnés avec une arme composite sont partagés équitablement entre les armes primaires utilisées.
La progression dans les niveaux se démarque des autres jeux par la quantité élevée de boss à affronter. Chacun d'entre eux est unique et constitue un défi singulier pour le joueur. Ils sont modélisés en 3D et formés d'un assemblage de pièces pouvant être détruites une à une. Ces ennemis proposent des motifs d'attaques variés, originales et dynamiques, où chaque assaut constitue une sorte de mini-jeu. S'ils ne sont pas détruits après un certain temps, ils s'auto-détruisent. Il arrive souvent que les vagues de tirs ennemis occupent une grande partie de l'écran de jeu; les déplacements sont alors très limités. Le masque de collision très réduit du vaisseau permet de naviguer à travers les champs de tirs, mais demande une extrême précision.

### Système de points
Radiant Silvergun possède un système de points riche et dense et une marge d'apprentissage exceptionnelle. Détruire simplement les ennemis ne permet pas de remporter un nombre de points important. Il existe différentes méthodes et stratégies à appliquer pour obtenir un score élevé. Exploiter efficacement ces possibilités demande beaucoup d'entraînement et d'expérimentation,.
Treasure crée un système de combo, nommé chain (chaîne), inspiré des puzzle games. Il est basé sur un code couleur et ajoute une dimension tactique au jeu. Chaque ennemi a une couleur attribuée : bleu, rouge ou jaune. Le principe consiste à détruire successivement trois ennemis de la même couleur, dans le but de remporter un nombre de points de plus en plus important. Lorsque l'on extermine un voire plusieurs belligérants rouges, puis respectivement un seul bleu et un seul jaune, on obtient une chaîne secrète. Celle-ci rapporte 10 000 points au joueur. Cette chaîne peut être poursuivie si l'on détruit de nouveau trois ennemis jaunes. Si on atteint la barre des 100 000 points en effectuant une de ces deux combinaisons, on obtient une chaîne maximum. En poursuivant la chaîne en cours, on remporte 100 000 points à chaque fois que l'on abat trois ennemis. Une chaîne s'achève si on perd une vie, si on termine le stage ou si on détruit un ennemi d'une couleur différente. Grâce à ce système de points, ignorer certains ennemis devient souvent plus judicieux pour le joueur. Il ne doit donc pas simplement penser en termes de lieu où évoluer, mais aussi à quels adversaires à abattre.
Hiroshi Iuchi a aussi inventé le système de Scratch, qui consiste à frôler un tir, un ennemi, un laser ou un mur pour gagner des points supplémentaires. Plusieurs chiens, nommés Merry Dog, sont cachés dans les niveaux. Pour les dénicher il faut utiliser l'arme Homing Spread. Ces derniers rapportent des points bonus. L'utilisation d'une arme en respectant certaines conditions permet de gagner 10 000 points. Par exemple, si le joueur enchaîne 200 tirs consécutifs sans en manquer un seul avec l'arme Vulcan. La dernière possibilité d'augmenter son score sont les boss. Ils offrent un potentiel de points, de combos et d'optimisation important. Si le joueur détruit toutes les parties et pièces qui le composent, il se voit gratifié d'un bonus de 100 000 points.

## Développement

### Genèse
Radiant Silvergun a été développé par Treasure, une petite société japonaise réputée pour ses jeux d'action singuliers, caractérisés par leur inventivité, tels que Gunstar Heroes, Alien Soldier et Silhouette Mirage,. L'équipe de développement se compose de trois programmeurs, de quatre designers et d'un bruiteur. Le responsable du projet, scénariste et producteur est Hiroshi Iuchi. La musique est réalisée par le compositeur indépendant Hitoshi Sakimoto, reconnu pour son travail sur Final Fantasy Tactics et sur la série Ogre Battle, puis plus tard sur Vagrant Story et Final Fantasy XII. Le producteur exécutif est Masato Maegawa, le président de Treasure, et l'assistant réalisateur est Hideyuki Suganami. Satoshi Murata s'occupe des effets sonores, il vient de travailler récemment sur Shining Force III. Enfin le character designer est Tetsuhiko Kikuchi.
Radiant Silvergun est le premier shoot 'em up à défilement et le premier titre pour arcade de la société Treasure. Iuchi souhaite depuis longtemps réaliser un jeu de tir. Sa principale source d'inspiration est Image Fight, un titre créé par Irem, sorti sur borne d'arcade en 1988. Selon le producteur exécutif, Masato Maegawa, sortir ce genre de jeu demeure un pari risqué puisque les perspectives de ventes ne sont pas importantes. Si les shoot them up sont parmi les jeux les plus prisés par les fans dans les salles d'arcade, le genre s'est marginalisé sur console depuis la généralisation de la 3D au milieu des années 1990. Treasure réalise Radiant Silvergun pour ce public passionné et exigeant. Iuchi affirme qu'un shoot them up est un jeu où l'on doit en « baver », il propose cinq modes de difficultés progressifs allant de very easy (très facile) à very hard (très dur). Changer la difficulté influe sur la position de certains ennemis, sur leur nombre, sur la vitesse et la quantité des tirs des adversaires, et sur le schéma d'attaque des différents boss. Terminer le jeu dans les cinq modes proposés est un véritable défi pour les joueurs, même les plus aguerris.
Pour l'exploitation dans les salles d'arcade, le support Sega Titan Video est choisi pour faciliter l'adaptation sur console. C'est un système d'arcade fondé sur l'architecture de la Saturn. La compagnie a déjà réalisé deux jeux sur cette console (Guardian Heroes et Silhouette Mirage), elle connait bien son architecture et décide donc de porter le titre sur cette dernière. La Saturn a l'avantage de posséder les meilleures capacités graphiques 2D du marché. Et malgré ses nombreux défauts au niveau de la 3D par rapport à la PlayStation, une utilisation avancée de la Saturn permet d'obtenir de bons résultats, visibles sur Radiant Silvergun.

### Version Saturn
Radiant Silvergun bénéficie de nombreux ajouts dans sa version domestique. Il propose deux modes de jeux : Arcade et Saturn. Le mode Arcade reste fidèle à la version originale. Le mode Saturn quant à lui, inclut de nombreuses nouveautés tel que des boss supplémentaires ou des musiques inédites. Deux petits dessins animés remplacent les diaporamas d'images d'introduction et de fin. Le studio d'animation japonais Gonzo s'est chargé de réaliser ces deux films d'animation. Si le producteur, Maegawa, n'inclut pas ces séquences dans la version originale, c'est parce que les joueurs de salles d'arcade préfèrent les jeux débutant rapidement. L'équipe Gonzo se compose de Seiji Mizushima à la réalisation, célèbre pour son travail sur les séries d'animation Fullmetal Alchemist et Gundam 00, de Mahiro Maeda au storyboard, qui a participé aux projets de Neon Genesis Evangelion et Samurai champloo, de Hiromasa Ogura à la direction artistique, de Atsushi Hasebe et Takashi Tomioka au poste de chef de l'animation et de Yota Tsuruoka aux effets sonores. Treasure ajoute également des petits dialogues, doublés par des acteurs japonais, entre les différents personnages au cours de l'aventure. Ces séquences permettent de développer un peu plus l'histoire du jeu afin de la rendre plus captivante pour le joueur. Le système de crédit, lorsque le joueur perd une vie, est différent. Ils sont illimités sur borne d'arcade et dans le mode homonyme. Alors que dans le mode Saturn, le joueur débute avec un seul crédit.  Des crédits supplémentaires récompensent le joueur à chaque heure de jeu ou lorsqu'un boss est entièrement détruit. Le mode Saturn implémente aussi un système de sauvegarde des évolutions de l'armement, qui permet de commencer une nouvelle partie en bénéficiant de toutes les évolutions acquises dans les parties précédentes,. Enfin, dans le mode Arcade, le joueur a le choix entre deux niveaux à un moment donné. Dans le mode Saturn, la sélection du stage n'est plus disponible, ils sont tous les deux imposés au joueur.

### Innovations
Radiant Silvergun se démarque des conventions du genre par sa gestion de l'armement, incluant un système d'évolution reposant sur des points d'expériences et par son système de points complexe, basé essentiellement sur des combos. Les ennemis, l'architecture des niveaux et la plupart des boss requièrent une approche différente de celle des autres shoot them up. Au lieu de mémoriser machinalement les étapes, il faut aborder le jeu comme un casse-tête, en utilisant avec subtilité les diverses compétences. Le titre combine habilement la stratégie et la réflexion, et se rapproche des jeux de rôle et des puzzle games. De plus, la pluralité dans le choix des armes apporte de la flexibilité. Ces nouveautés ont à la fois le mérite de changer la vision des joueurs sur les shoot them up et de dynamiser le genre, qui devenait de plus en plus conventionnel.
Le level design est particulièrement inspiré et novateur,. Souvent qualifié de vitrine technologique de la Saturn, le titre allie un système de jeu original et une esthétique aboutie. Les développeurs montrent une grande maîtrise dans l'exploitation des capacités de la console. Des publications vidéoludiques affirment que « l'habillage du jeu célèbre le mariage de l'abstraction futuriste et des détails anthropomorphiques ». Certains séquences sont particulièrement marquantes, tels que le combat contre GEDO-O, où le jeu vidéo fait un bond vingt ans en arrière, avec de simples formes en fil de fer pour graphismes et des bips sonores pour bruitages, ou la confrontation finale contre Xiga, un gigantesque humanoïde, qui aborde un design audacieux,. Finalement, il existe plusieurs manières d'aborder le jeu selon le type de joueurs : les néophytes se contentent de détruire simplement les ennemis, les plus habitués cherchent à obtenir et créer des chains et les experts visent les nombreux défis. C'est l'un des rares jeux de tir qui peut être qualifié d'épique dans sa structure et sa narration.

## Musique

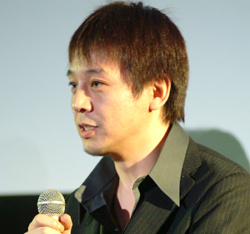
Hitoshi Sakimoto lors d'une interview.

Hitoshi Sakimoto a composé la bande-son de Radiant Silvergun, c'est sa première collaboration avec la société Treasure avec qui il renouvellera l'expérience en 2004 sur Gradius V. Pour concevoir la musique d'un jeu vidéo, Sakimoto regroupe d'abord les données et les images du titre, puis il discute avec les responsables pour imaginer la structure et la mélodie de ses morceaux. La collaboration entre le réalisateur de Radiant Silvergun, Hiroshi Iuchi, et le compositeur s'est très bien déroulée. Ce dernier avoue même qu'il avait l'impression de partager la même vision qu'Iuchi. Sakimoto crée des pistes orchestrales rapides en adoptant un style groovy, qui convient parfaitement pour des shoot 'em up. Musicalement, il n'y a pas de différence entre la version arcade et Saturn. Seul le son a été rehaussé sur la cartouche destinée aux salles d'arcade, car ces lieux sont bruyants. Par ailleurs, le jeu sur console bénéficie de nouveaux morceaux inédits. De nombreuses publications ont qualifié la musique de très bonne, voire excellente, se démarquant des thèmes habituels des jeux de shoot. Le site GameSpot affirme que « la bande sonore est de très haute qualité », et DigitPress.com insiste sur la beauté des thèmes qu'il qualifie de « phénoménale ». La possibilité d'écouter les musiques dans le menu « Option » du jeu sur Saturn est un plus pour les joueurs.
Un album intitulé Radiant Silvergun Soundtrack + est paru exclusivement au Japon le 7 août 1998. Il comporte 26 morceaux composés et arrangés par Hitoshi Sakimoto et publié par Futureland. Les seize premiers titres sont des musiques réarrangées de la version Saturn et les dix derniers correspondent aux pistes originales issues du jeu. Les critiques sont positives, félicitant le travail du compositeur. Le mélange doux, harmonieux et énergique des musiques est réussi selon les professionnels. Il offre un équilibre musical qui tient le joueur en haleine et maintient une tension permanente. Ces « mélodies contemplatives » et leur côté sombre se rapproche des thèmes de la série Ogre Battle, du même compositeur. D'autres spécialistes déclarent que « tout fan de musique de jeu vidéo en général ne devrait pas rater cet album », en soulignant que le thème central se retrouve dans plusieurs morceaux, donnant une cohérence à l'œuvre. Une réédition de l'album est sortie le 24 mars 2004 au Japon. Il existe un album promotionnel, nommé Radiant Silvergun Soundtrack -, offert avec la version limitée de Radiant Silvergun sur Saturn.

## Réactions et critiques
Radiant Silvergun est bien connu des amateurs de shoot 'em up, souvent considéré comme l'un des meilleurs du genre par la presse internationale,,. Il sort uniquement au Japon, édité par Sega sur borne d'arcade le 28 mai 1998 et par ESP sur Saturn le 23 juillet 1998,. Il est produit en très faible quantité : 35 000 copies. Le titre s'écoule à 34 609 exemplaires. Il reçoit des critiques élogieuses de la part des principales publications vidéoludiques, elles acclament surtout l'ambiance du jeu et son univers prenant, les musiques de grande qualité et l'efficacité d'un système de jeu riche et passionnant.
| Critiques de la presse spécialisée |            |
| Publication                        | Note       |
| AN GameSpot                        | 9 sur 10   |
| EUR Edge                           | 8 sur 10   |
| R-U Sega Saturn Magazine           | 95 sur 100 |
| R-U Computer and Video Games       | 5 sur 5    |
| FR Joypad                          | 8 sur 10   |

Joypad affirme que le jeu est « le meilleur shoot them up sur [console] 32 bits » grâce à son « originalité et [sa] réalisation fantastique ». Le magazine évoque la grande variété des décors tous aussi beaux les uns que les autres. Player One félicite les efforts des développeurs pour avoir intégré plusieurs armes possédant un système d'évolution originale. Il désigne le titre de « meilleur shoot them up sur console ». Selon le journal, le seul défaut du jeu est son « extrême difficulté ». GameSpot déclare que Radiant Silvergun fait vivre au joueur « une toute nouvelle expérience » vidéoludique, grâce à son gameplay accrocheur et ses musiques majestueuses. Edge note que ce jeu est « une merveille à voir » et que les développeurs ont exploité efficacement et intelligemment les capacités de la console de Sega. Sega Saturn Magazine insiste sur la beauté du titre et le mélange réussi entre la 2D, pour représenter les décors, et la 3D, pour illustrer les effets graphiques et les boss. La revue souligne que Radiant Silvergun possède une bonne durée de vie pour un shoot them up, puisqu'il comporte de nombreux défis avec ses divers bonus à débloquer et ses secrets à découvrir. Computer and Video Games soutient que le titre redéfinit le genre avec style. Certaines critiques notent des points litigieux liés à sa rigidité et à sa complexité. 1UP.com prétend que c'est un jeu exceptionnel mais que tous les fans de jeux de tir n'aimeront pas forcément Radiant Silvergun. Ceci dû à son gameplay pointilleux et aux subtilités de son système de points difficile à mémoriser. D'autres spécialistes remarquent que sa structure est trop exigeante, encourageant le joueur à jouer d'une certaine manière. À terme, ceci peut pousser ce dernier à simplement finir le titre sans explorer ses possibilités. Le site MobyGames (qui effectue des moyennes à partir de nombreuses publications) donne au jeu un score général de 95 %.
En 2007, le magazine Edge rend hommage à Radiant Silvergun en lui consacrant un article « Flash-Back ». Dans ce dernier, il rappelle que le jeu est « visuellement spectaculaire, épique dans sa narration ainsi que sa production, ambitieux dans son intégration d'éléments de puzzle et de RPG, extrême dans ses systèmes de scores et de combos et complet avec ses boss dynamiques au design inspiré ». Et qu'« il représente au mieux ce que l'on peut réaliser en mixant intelligemment plusieurs genres, plusieurs univers ».

## Postérité

### Renommée
En raison de ses avancées notables en termes de technique et de gameplay, et de sa grande popularité, Radiant Silvergun est généralement considéré comme le meilleur shoot 'em up de l'histoire du jeu vidéo,,,. Sa parution réservée à l'archipel nippon n'empêche pas la communauté vidéoludique occidentale de se procurer le titre via le marché import. Ses nombreuses qualités en font un des jeux les plus convoités sur Saturn, jusqu'à devenir un véritable objet collector,. Sa faible production (35 000 copies) et l'ouverture vers le marché occidental entraînent la rareté du jeu, et une augmentation conséquente de son prix d'origine, qui était de 5 800 yens (env. 50 euros). Sa valeur varie entre cent et trois cents euros selon les périodes et la demande du marché,. L'avantage de Radiant Silvergun est qu'il ne nécessite pas de bonnes connaissances en japonais pour pouvoir y jouer. Cependant, l'histoire reste floue pour les joueurs étrangers. C'est pourquoi certains sites de fans anglais se sont attelés à la traduction du scénario du jeu.
Radiant Silvergun n'a jamais été réédité depuis sa sortie en 1998. Dans les années 2000, les consoles de septième génération ont généralisé le mode de distribution par téléchargement. La sortie d'Ikaruga sur le service Xbox Live Arcade en 2008 laisse envisager une adaptation future de Radiant Silvergun. Selon Masato Maegawa, elle n'est pas impossible mais pas d'actualité. Il signale que c'est un projet conséquent, qui nécessite une refonte visuel incluant des graphismes en haute définition,.
Il existe une manière de pratiquer le jeu vidéo en ayant pour objectif principal l'obtention du score le plus élevé. Celle-ci se nomme le scoring. La richesse du système de points de Radiant Silvergun en fait un des jeux les plus exigeants et les plus difficiles, nécessitant beaucoup d'entraînement, afin de réaliser un score important. Il est très apprécié des joueurs pratiquant le scoring grâce à sa marge de progression exceptionnelle. Le record mondial officiel sur le jeu est de 27 336 540 points. Il a été réalisé sur une version ST-V et a été homologué par le magazine japonais Arcadia.

### Ikaruga
La compagnie Treasure réalise un nouveau shoot them up en 2000 sur borne d'arcade. Hiroshi Iuchi est à nouveau le responsable du projet qui a pour nom de code « Project RS2 » (pour Project Radiant Silvergun 2),. Finalement, le jeu s'intitule Ikaruga, et n'a aucun lien avec son ainé sorti en 1998. Toutefois, il reprend certains concepts qui ont fait le succès de Radiant Silvergun, tel que le système de chains. Mais si ce jeu a su se forger une réputation d'excellence parmi les jeux de tir, il le doit à son principe de base emprunté à Silhouette Mirage et amélioré. Le joueur doit sans cesse basculer entre deux couleurs : holy (blanc) et dark (noir), pour abattre les ennemis qui se présentent eux aussi sous ces deux apparences. Les tirs du vaisseau noir détruisent facilement les ennemis blancs, mais éprouvent plus de mal pour les belligérants noirs, et vice-versa. La nouveauté est qu'il est possible d'absorber les tirs adverses s'ils sont de la même couleur que le vaisseau. Ikaruga est par la suite adapté sur plusieurs supports : Dreamcast, GameCube, Xbox 360 et PC. De nombreux professionnels ou amateurs considèrent le jeu comme étant la suite ou le successeur naturel de Radiant Silvergun, dû notamment à ce nom de projet qu'il lui a été donné. Selon Masato Maegawa, responsable de la société, le jeu n'est ni sa suite, ni son héritier spirituel. Il comprend parfaitement le rapprochement fait entre les deux titres, mais affirme que c'est simplement un jeu différent, proposant de nouvelles innovations en termes de gameplay. La presse note qu'« Ikaruga délaisse l'exubérance et la générosité de Radiant Silvergun, se focalisant davantage sur l'approche des couleurs plutôt que sur la puzzle-ification des niveaux, des vagues ennemis ».

### Médias externes
- [image] Face de la pochette du jeu japonais.
- [vidéo] Scène cinématique d'introduction, vidéo du jeu sur YouTube.com.
- [vidéo] Scène cinématique de conclusion, vidéo du jeu sur YouTube.com.
- [vidéo] Gameplay, vidéo du jeu sur YouTube.com.